# Hawker Fury
El Hawker Hispano o Spanish Fury fou l'avió que l'any 1935 va guanyar el concurs per substituir el Nieuport 52. No hi va haver prou temps per aconseguir la quantitat necessària d'aquests avions per ser decisiu a la guerra civil.

## Història
El Hawker Fury fou un desenvolupament del Hawker F.20/27, en el que es va substituir el motor en estrella, per un motor en V de 12 cilindres Rolls-Royce F.XI, de 420 HP. Això va suposar més finesa i, des del principi, es va demostrar com un avió molt ràpid. Havia de ser un bombarder lleuger anomenat Hawker Hornet i va fer necessari un caça més ràpid per poder-lo interceptar. Posteriorment va ser motoritzat amb un motor Kestrel IS de 480 HP. Una vegada passada l'avaluació amb un caça equipat amb el mateix motor, anomenat Fairey Firefly II, el ministeri de l'aire el va triar i va fer una comanda de 21 aparells, rebatejant-lo amb el nom de Fury (per reflectir més ferocitat). El Fury I va volar a Brooklands, a mans del pilot provador George Bulman el 25 de març de 1931. Aquell mateix any es va incorporar a les esquadrilles de la RAF, i per diferents raons (la gran depressió) no va ser fins a 1936-1937 quan es van incorporar les unitats del model Fury II als esquadrons de la Royal Air Force (Reial Força Aèria).
Era un avió metàl·lic molt sensible als controls, molt maniobrable. Les ales tenien una estructura de llarguers d'acer i les costelles de fusta, tot recobert de tela, la superior més llarga i avançada respecte a la inferior i sense diedre. També la superior amb els alerons, d'estructura metàl·lica recobert de tela, així com per l'empeanatge de cua, amb els timons de profunditat assegurats amb cables. El fuselatge era de doble estructura, la part interna de secció rectangular de tubs d'acer soldats, i l'externa de falsos llarguers i quadernes de fusta. El recobriment era metàl·lic fins al pilot, i la resta de tela. L'hèlix bipala de fusta. Va ser el primer avió a superar la barrera de 322 K/h (200 milles/hora), en vol horitzontal, i va néixer entre guerres, el que va provocar que ràpidament quedés desfasat pel gran avanç que va tenir l'aviació.
Va ser retirat del servei a la RAF el 1939, substituït pels Gloster Gladiators i pels Hawker Hurricane.

## Dades tècniques
- Llargada : 8,15 metres
- Amplada : 9,14 metres
- Alçària : 3,10 metres
- Pes en buit : 1240 kilograms
- Pes en envol : 1637 kilograms
- Velocitat màxima : 333-389 K/h
- Sostre : 8.990 metres,
- Autonomia : 491 Quilòmetres
- Armament : dues metralladores Vickers Mk IV de 7,69 mm. al capó, (una versió fins a quatre), sincronitzades amb l'hèlix, capacitat per portar bombes sota les ales.

## Teatre d'operacions

### Espanya
La fàbrica va enviar tres aparells, sense armament, per a avaluació, i per començar a fabricar-ne 50 a la Hispano Suiza de Guadalajara, però el començament de la guerra civil només va donar temps a reconstruir els tres aparells equipant-los amb el motor Hispano Suiza 12Xbrs de 12 cilindres V a 60º de 27,07 litres que donava 600 CV a 2.600 RPM, i canviant el tren d'aterratge per un de tipus cantilever (rodes independents, sense eix comú).
Un d'aquests aparells es va malmetre en un aterratge, i un altre es va abatre a si mateix, al fallar-li el sincronisme de les metralladores. Amb les restes es va construir un quart aparell. Amb aquest material els capitans Uturbi, Jover i Lacalle van aconseguir diverses victòries. Finalment un d'aquests aparells va acabar al bàndol sublevat. Pel que sembla no ha sobreviscut cap aparell, L'últim es va estavellar el novembre del 1936.

### Anglaterra
Aquest avió va començar a prestar servei a la RAF, l'any 1931, i va combatre a la Segona Guerra Mundial fins a l'any 1939, quan va ser substituït per avions més moderns. Va formar part dels esquadrons de la RAF núm. 1, 25, 41, 43, 73 i 87.

### Regne de Iugoslàvia
Els Fury també van servir a les forces aèries de Iugoslàvia, on se'n van enviar 30, amb un model particular equipat amb motors més potents, i dues metralladores més sota les ales. Al principi de la segona guerra, durant la invasió de les forces de l'Eix, en el primer enfrontament, un total de deu aparells van ser abatuts pels Messerschmitt Bf 109E, i pels Messerschmitt Bf 110, invasors, acabant sent destruïts la majoria o bé en l'enlairament o a terra. Altres esquadrilles es van enfrontar als Fiat C.R.42. Acabant sent tots ells destruïts, o restant inservibles quan es va produir l'armistici.

### Sud-àfrica
Després de servir a la RAF, l'any 1941 se'n van enviar 30 a les Forces aèries Sud-africanes, on van combatre amb les forces italianes, aconseguint abatre dos bombarders Caproni; atacant a terra van destruir diversos avions i bombarders.

### Altres operadors
- Grècia: van servir a les Forces Aèries Gregues.
- Portugal: hi van servir 3 aparells.
- Pèrsia: s'hi van enviar 22 aparells.[9]
- Noruega: només hi va operar un aparell.
- L'Iran: Forces Aèries Iranianes.[9]

## Models
- Hawker Hornet: Prototip equipat, en principi, amb motor Rolls-Royce F.XIA, i posteriorment amb el Rolls-Royce F.XiS de 480 HP. En ser un model més petit i lleuger que el Fury, hi ha qui el considera un model diferent.

- Fury Mk I: Versió motoritzada amb el Rolls-Royce Krestrel II de 525 HP. Se'n van fabricar 118 aparells.

- Fury intermitg (Intermediate Fury) :Versió millorada del Fury I. Probablement un prototip.

- Fury d'alta velocitat (Higt Speed Fury): Prototip amb rodes carenades, nou compressor i sistema de refrigeració diferent.

- Fury Mk II: Model que compagina la millora aconseguida amb els prototips anteriors. Motoritzat amb motor Rolls-Royce Krestrel VI de 640 HP.[10]

- Fury iugoslau: Model especial per Iugoslàvia equipat amb Motor Rolls-Royce Krestrel XVI de 745 HP, preparat per portar dues metralladores més sota les ales, i tren d'aterratge cantilever. Llicència per construir 40 aparells més equipats amb motors Ikarus i Zmaj.[11]

- Fury persa: 16 aparells equipats amb motor en estrella Pratt & Whitney Hornet S2B1g i hèlix de tres pales, comandats el gener del 1933, seguits de sis aparells equipats amb motor també en estrella, Bristol Mercury VISP, de 550 HP, i hèlix de dues pales, comandats el maig de 19334.[9][12]

- Fury noruec: Equipat amb motor en estrella Armstrong-Siddeley Panther IIIA. Un sol aparell.

- Fury portuguès: Versió modificada del Fury MkI amb motor Rolls-Royce Krestrel II. Tres aparells.

- Fury espanyol: Versió del Fury MkI equipat amb motor Hispano Suiza 12Xbrs i tren d'aterratge cantilever. Tres aparells. Hi ha un model posterior, més modern, anomentat Hawker Sea Fury, diferent del Hawker Fury.